# Hunningham
Hunningham – wieś w Anglii, w hrabstwie Warwickshire. Leży 10 km na wschód od miasta Warwick i 128 km na północny zachód od Londynu.